# Министерство науки и высшего образования Казахстана
Министерство науки и высшего образования Республики Казахстан (каз. Қазақстан Республикасы Ғылым және жоғары білім министрлігі) является государственным органом, осуществляющим руководство в области высшего и послевузовского образования, языковой политики, науки, обеспечения качества в сфере науки, высшего и послевузовского образования, цифровизации науки, высшего и послевузовского образования.
Положение о Министерстве науки и высшего образования Республики Казахстан Утверждено постановлением Правительства Республики Казахстан от 19 августа 2022 года N 580

## Структура
В состав министерства входят следующие ведомства:
- Комитет высшего и послевузовского образования
- Комитет по обеспечению качества в сфере науки и высшего образования;
- Комитет науки;
- Комитет языковой политики.

Перечень организаций, находящихся в ведении Министерства:
- Республиканское государственное предприятие на праве хозяйственного ведения «Национальный центр развития высшего образования».*
- Республиканское государственное казенное предприятие «Национальный центр тестирования».*
- Республиканское государственное учреждение «Мемориальный музей академика К. И. Сатпаева».*
- Республиканское государственное учреждение «Институт истории государства».*
- Республиканское государственное предприятие на праве хозяйственного ведения «Технический университет Ұлытау».

## Задачи
1. формирование и реализация единой государственной политики, осуществление межотраслевой координации в области высшего и послевузовского образования, научной и научно-технической деятельности, коммерциализации результатов научной и (или) научно-технической деятельности, а также в сфере развития языков, разработка и реализация международных программ в области высшего и послевузовского образования и науки;
2. создание необходимых условий для получения высшего и (или) послевузовского образования;
3. совершенствование организации научных исследований и повышение их конкурентоспособности;
4. создание условий для коммерциализации результатов научной и (или) научно-технической деятельности.

## Министры науки и высшего образования
Министерство, начиная со дня образования, возглавлял 1 человек:
| № | Ф.И.О.        | Дата начала и окончания работы на посту |
| 1 | Саясат Нурбек | с 11 июня 2022                          |